# 팀 셔우드
티머시 앨런 "팀" 셔우드(Timothy Alan "Tim" Sherwood, 1969년 2월 6일 ~ )은 영국 잉글랜드의 축구 감독이다. 그는 블랙번 로버스가 1994-1995시즌 프리미어리그 우승을 차지하고 팀이 UEFA 챔피언스리그 1995-96 시즌에 진출하는데 공을 세웠다. 그러나 UEFA 챔피언스리그 1995-96시즌 블랙번 로버스는 챔피언스리그 6경기중에서 1승 1무 4패의 성적을 기록했다. 마지막 경기에서 로센보르그 BK에게 4:1로 승리해 챔피언스리그 첫 승을 거두지만 최하위로 탈락했다.